# Додзин-музыка
Додзин-музыка (яп. 同人音楽 додзин онгаку), также называемая отокэй додзин (яп. 音系同人) — форма музыкальной активности, возникшая из японской культуры отаку.
Тесно переплетается с другими видами додзин-активности, такими, как додзинси и додзин-игры (додзин-софт). Додзин-музыка заняла важное место в сообществе отаку благодаря доступности компьютерного обеспечения для создания музыки и развитию Интернета.
Термин додзин (яп. 同人) буквально переводится как «компания единомышленников по интересам». Как правило, люди собираются в группы — додзин-кружки (яп. サークル са:куру) (от англ. circle), создают додзин-музыку, чтобы затем самостоятельно распространять её на «додзин-мероприятиях», ярмарках для самостоятельной выставки и продажи додзин-продукции.

## История
Ёсимаса Тэраниси, основатель комитета подготовки ярмарки «M3», утверждал, что на Комикетах на протяжении 1980-х годов принимало участие лишь несколько додзин-кружков, работающих со звуком. Они производили аудиодрамы, MAD-кассеты или компьютерную музыку того времени. Число кружков, специализирующихся на звуке, начало возрастать в 90-е. В ответ на растущее число участников, Тэраниси и его друзья в 1998 году организовали M3, участников которого назвали «отокэй». После появления M3 главным проявлением отокэй-культуры стала музыка — аудиодрамы и MAD-кассеты отошли на второй план. По словам Тэраниси, термин «додзин-музыка» не был широко распространён в то время. Вероятно, он вошёл в обиход несколько позже основания M3.
Основные факторы, способствовавшие появлению и развитию додзин-музыки:
Додзин-мероприятия
Ярмарки додзин-продукции, позволяющие авторам самостоятельно выставлять на продажу собственный товар — ключевой фактор появления всего спектра додзин-деятельности. В Японии регулярно проводится такие мероприятия, как Комикет и Рэйтайсай, где, наряду с додзинси, покупатели могут приобрести компакт-диски с музыкой из рук исполнителей. Другие мероприятия, такие как M3, проводятся исключительно ради музыки.
DTM
Desktop Music (DTM) — псевдо-англицизм, которым в Японии обозначают музыку, создаваемую на персональном компьютере с помощью синтезированных инструментов и аудиоредакторов.
CD-R
Первые CD-R появились в 1988 году. В этом году японская компания Taio Yuden, производящая компоненты электроники, преуспела в создании CD-R для рынка. Первоначально проигрыватели и записываемые компакт-диски стоили так дорого, что очень немногие могли их себе позволить. Однако к 1997—1998 году цена на них упала и многие японцы начали использовать CD-R дома. В этот же период стали распространяться сервисы для репликации дисков. Таким образом компакт-диски стали стандартом среди носителей информации для распространения музыки.
Додзин-кружки могут использовать сервисы для фабричного изготовления дисков и их упаковки, что делает их неотличимыми от коммерческих по качеству, либо «прожигать» каждый диск для продажи самостоятельно.
Интернет
Четвёртое, наиболее современное условие — Интернет. Сейчас стало возможным слушать додзин-музыку на сервисах вроде Nico Nico Douga или YouTube или приобретать альбомы онлайн.
На первый взгляд возможности Интернета могут казаться угрозой для проведения додзин-мероприятий, потому что для сетевого распространения не обязательно физическое распространение компакт-дисков. Однако Интернет не нанёс критического удара по более старым аспектам додзин-культуры, и даже напротив, послушав музыку в интернете больше людей начали посещать додзин-мероприятия, или даже организовывали собственные кружки.

## Особенности

### Синтез инструментов
DTM (desktop music) — используемый японцами термин, ассоциируемый с DTP (англ. desktop publishing), обозначает музыку, созданную с помощью персональных компьютеров и электронных инструментов. Иногда им же обозначают как саму систему, так и процесс создания музыки. В прошлом веке практически вся DTM была синтезированной музыкой, созданной с помощью MIDI-программ.
Легко представить, что DTM более располагает к созданию электронной музыки, чем к акустически-звучащей, однако очевидно, что кружки додзин-музыки достигли более высокого качества звучания одновременно с развитием DTM в первом десятилетии 21 века. Использование DTM не исключает применения настоящих инструментов в записи.

### Подвиды и жанры
Додзин-музыку можно подразделить на два основных типа — оригинальная музыка и аранжированная музыка. Как следует из названия, первый тип музыки создаётся с нуля самим кружком, а музыка второго типа — кавер-версии уже существующих произведений. Оба этих типа могут охватывать самые разнообразные жанры, включая классическую музыку, фолк, поп, рок (в частности, J-pop и J-rock), джаз, электронную музыку и другие.
Однако стоит подчеркнуть, что аранжированная музыка имеет интересную склонность относительно конкретных музыкальных источников. В конце 90-х и в первой половине 2000-х самыми популярными источниками для аранжировок в додзин-музыке были песни и BGM (фоновая музыка) из «бисёдзё-игр». Бисёдзё-игры — это тип видеоигр, в которых игроки наслаждаются в виртуальными отношениями (в том числе и сексуальными) с красивыми девушками. В частности, некоторые каноничные бисёдзё-игры, такие как Kizuato (1996, Leaf), ToHeart (1997, Leaf), Kanon (1999, Key) и Air (2000, Key) имели культовое последование и почву для использования в качестве источников аранжировок. Позже додзин-кружки постепенно переключали своё внимание с бисёдзё-игр на иные источники.
Самым знаменитым источником для аранжировок стал Touhou Project (яп. 東方 то:хо:), серия додзин-игр — скролл-шутеров, завоевавшая популярность среди отаку и додзин-кружков в середине 2000-х. Музыка Touhou Project стала феноменом в додзин-среде, породив тысячи альбомов с аранжировками, и додзин-мероприятия, посвященные лишь Touhou-тематике, такие как Рэйтайсай храма Хакурэй и Touhou Kouroumu. Проводятся живые концерты с участием Touhou-додзин-кружков, такие как Flowering Night.
В 2007 году сенсацией среди японских додзин- и отаку-сообществ стало программное обеспечение Vocaloid. Мику Хацунэ, маскот одной из программ, стала олицетворением J-pop идола, чья музыка по большей части зависела от вклада поклонников. С помощью использования синтезатора голоса Vocaloid додзин-продюсеры могли создавать собственные музыкальные альбомы для продажи на Комикете или для публикации онлайн на видеосервисах Nico Nico Douga и YouTube.

### Культура
Важным фактором додзин-музыки является её доступность для любителей (в отличие от коммерческой) и «беззаботность» как ключевой фактор деятельности. Беззаботность заключается в том, что благодаря доступности средств для записи и распространения музыки, требующих затрат не более, чем для любого другого хобби, музыканты могут как с лёгкостью присоединиться к числу додзин-кружков, так и бросить своё занятие в любой момент без сожалений. Они могут писать как доступную для широкой публики музыку, так и то, что хочется слышать лишь им, или же последовать любому тренду и веянию, как им заблагорассудится.
Музыкальная додзин-среда позволяет каждому принимать участие в создании и распространении музыки, основываясь лишь на желании музыкантов этим заниматься, без учёта того, насколько они опытны, как их музыка звучит или насколько успешно продаётся на мероприятиях. Это также избавляет музыкантов от необходимости участия в условном рыночном «соревновании» за качество или уникальность их музыки с другими, понижает планку и позволяет преодолеть идеологические предрассудки относительно сравнительной оценки их творчества.
У додзин-кружков, в отличие от групп в коммерческой музыке, не существует дедлайнов. При этом додзин-музыку характеризуют, как конструктивную деятельность, на которую кружки могут тратить неограниченное число часов. В реальности «беззаботность» может значить как то, что некоторые кружки могут бросить свои усилия на полпути, так и то, что они будут бесконечно доводить свою работу до совершенства. Однако о таких случаях упоминают редко.
Некоторые музыкальные кружки могут добровольно и с особым энтузиазмом добиваться самосовершенствования, когда другие просто наслаждаются своим беспечным хобби. Кроме того, беспечные музыканты, помимо массы обычной и удовлетворительной музыки, могут произвести и экспериментальные или инновационные произведения.

### Оформление обложек дисков
Кружки додзин-музыки обычно используют изображения девушек в манга-стиле для украшения упаковок со своими компакт-дисками. Иногда эти изображения указывают на концепт альбома. Например, покупатель, выбрав диск с обложкой, изображающей девушек из додзин-игр, ожидает услышать аранжировки музыки из этих игр. Стоит отметить, что существует множество дисков с оригинальной музыкой и девушками на обложках, однако эти персонажи, соответственно, имеют оригинальный дизайн. Подобные традиции указывают на тесную связь между додзин-музыкой и всей культурой отаку.

## Исполнители
Персоналии
- Акико Сиката
- Харука Симоцуки
- Yuyoyuppe (звукорежиссёр Babymetal)

Додзин-кружки
- Team Shanghai Alice (ZUN, создатель и композитор саундтрека Touhou Project)
- IOSYS (додзин-«лейбл», известный вирусными клипами к своим песням по Touhou Project)
- Kishida Kyodan
- Sound Horizon
- Imperial Circus Dead Decadence